# بروس شفاب
بروس شفاب (بالإنجليزية: Bruce Schwab)‏ هو متسابق يخت أمريكي، ولد في 15 أبريل 1960.

## وصلات خارجية
- الموقع الرسمي